# معركة ميدلبورغ
معركة ميدلبورغ (بالإنجليزية: Battle of Middleburg)‏ هي معركة وقعت في الفترة من 17 يونيو إلى 19 يونيو 1863 ، في مقاطعة لودون بولاية فرجينيا ، كجزء من حملة جيتيسبيرغ خلال الحرب الأهلية الأمريكية .

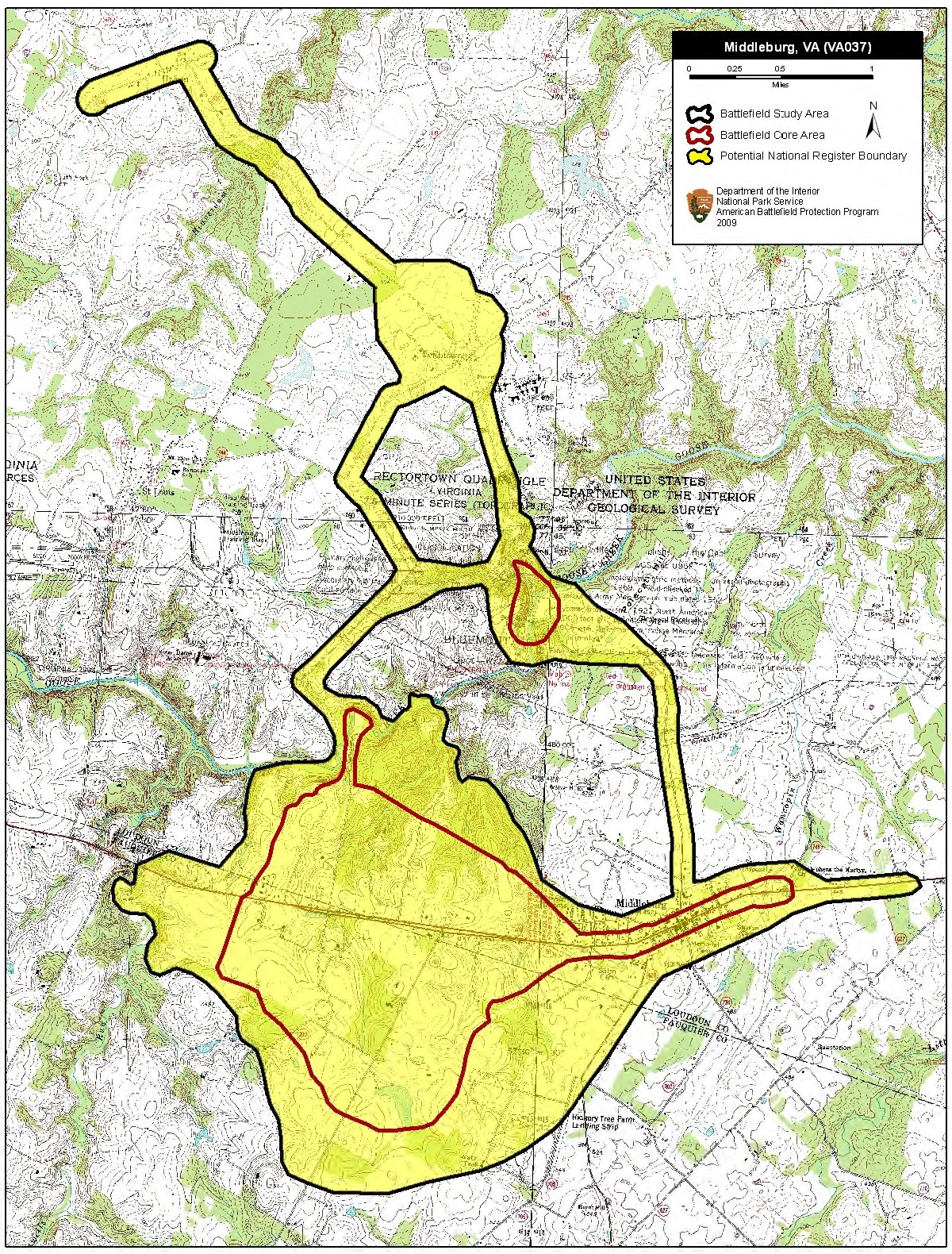
خريطة ميدلبورغ باتلفيلد الأساسية ومناطق الدراسة من قبل برنامج حماية ساحة المعركة الأمريكية.